# Timothy Radcliffe
Pour les articles homonymes, voir Radcliffe.
Timothy Radcliffe, né le 22 août 1945 à Londres, est un prêtre religieux dominicain britannique, théologien, maître de l'ordre des Prêcheurs entre 1992 et 2001. Il est créé cardinal par le pape François le 7 décembre 2024.

## Biographie
D'ascendance de la noblesse britannique, dont la famille est titrée en tant que baronnet,, entré chez les dominicains en 1965,, Timothy Radcliffe est ordonné prêtre le 2 octobre 1971 par Christopher Butler et a enseigné l'Écriture sainte à l'université d'Oxford.
En 1987, Radcliffe est élu provincial d'Angleterre, puis maître de l'ordre des Prêcheurs en 1992. C'est à cette époque, qu'il se fait connaître hors des cercles religieux par ses analyses et ses prises de position sur la société contemporaine, la situation de l'Église catholique, la vie chrétienne et la vie religieuse - notamment avec plusieurs ouvrages qui ont connu une très large diffusion. La finesse de ses analyses, la simplicité de ses propos alliée à une grande profondeur, et son sens de l'humour prononcé ont contribué à faire de lui une personnalité catholique de premier plan[non neutre].
En 2001, après son mandat de neuf ans à la tête de l'ordre dominicain, Radcliffe prend une année sabbatique. Depuis 2002, redevenu simple membre de la communauté des dominicains d'Oxford à Blackfriars Hall, il passe une grande partie de son temps à enseigner et à prêcher dans de nombreux pays.
En 2015, Radcliffe a été nommé consulteur du conseil pontifical Justice et Paix,. Il assure la prédication lors du Synode sur la synodalité.
En janvier 2023, il est désigné par le pape François pour prêcher la retraite préparatoire de trois jours avant la première session romaine synode sur la synodalité en octobre suivant. Lors de la session romaine suivante d'octobre 2024, il prêche également la retraite préparatoire.
Le 6 octobre 2024, le pape François annonce qu'il sera créé cardinal le 7 décembre suivant. Radcliffe est créé avec le titre de cardinal-diacre de Santissimi Nomi di Gesù e Maria in Via Lata. Dérogeant à la règle établie par Jean XXIII, il obtient de ne pas être consacré évêque, bien que créé cardinal. Il a obtenu une dispense du pape de porter l'habit cardinalice, et de continuer à porter l'habit dominicain. 
Selon le vaticaniste conservateur Aldo Maria Valli, sa création cardinalice est le signe d'un parti-pris pro-LGBT du fait des prises de position de Radcliffe. Il est considéré comme très progressiste par la revue géopolitique Le Grand Continent.
Il participe au conclave de 2025 qui voit l'élection de Léon XIV.

## Prises de position et publications

### Les bonnes crises
Commentaire de Lc 24, 35-48 :

« Nous ne devrions pas craindre les crises. C'est lorsque tout paraît fini, dans notre vie personnelle ou communautaire, que le Seigneur se manifeste d'une façon nouvelle et secrète. Comme je suis intarissable sur le sujet et que je casse la tête de mes frères américains, ils m'ont un jour offert un T-shirt où est écrit : « Bonne crise ! »

En ces temps où l'humanité traverse une profonde crise de l'espérance, nous, chrétiens, devrions être aux aguets, les yeux et les oreilles bien ouverts, pour le reconnaître (le Christ) quand il viendra sous une forme inédite. Les sacrements sont des signes. Ils expriment que nous espérons en quelque chose qui ne peut se dire avec des mots : la venue de Dieu. Ils désignent une plénitude expressive que seuls des gestes peuvent traduire. « Gens de sacrements », nous devrions inventer une gestuelle créative qui soit l'expression de notre espérance.
Notre tâche est de faire des gestes qui appelleront les gens vers le Christ, des gestes qui soient le signe d'une espérance ineffable. »

— Timothy Radcliffe, O.P., Au bord du mystère, Paris, Éd. du Cerf, 2017, 34-36 p..

### Publications
- Je vous appelle amis, Éditions du Cerf, 2000

Recueil d'écrits précédé d'un entretien avec Guillaume Goubert, journaliste à La Croix
Prix de littérature religieuse, 2001
- Que votre joie soit parfaite, Éditions du Cerf, 2002
- Les Sept Dernières Paroles du Christ, Éditions du Cerf, 2004
- Pourquoi donc être chrétien ?, Éditions du Cerf, 2005
- avec Lytta Basset et Éric Fassin, Les chrétiens et la sexualité au temps du sida, Éditions du Cerf, 2007
- Pourquoi aller à l'église ? : l'eucharistie, un drame en trois actes, Éditions du Cerf, 2009
- Faites le plongeon : vivre le baptême et la confirmation, Éditions du Cerf, 2012
- * avec Jean-Michel di Falco et Andrea Riccardi, Le Livre noir de la condition des chrétiens dans le monde, XO Éditions, 2014 (ISBN 9782845636521) (coordonné par Samuel Lieven, journaliste à La Croix)
- Timothy Radcliffe (trad. de l'anglais), Pourquoi donc être chrétien ?, Paris, Flammarion, coll. « Champs Essais », 2017, 320 p. (ISBN 978-2-08-142174-5)
- Au bord du Mystère : Croire en temps d'incertitude (trad. de l'anglais), Paris, Éd. du Cerf, 2017, 192 p. (ISBN 978-2-204-12106-4); (réédition poche : 2019  (ISBN 978-2204132237))
- Timothy Radcliffe (trad. de l'italien), Aux racines de la liberté : Les paradoxes du christianisme, Paris, Éd. du Cerf, 2019, 197 p. (ISBN 978-2-204-12737-0)
- Timothy Radcliffe, Choisis la Vie !, Éd. du Cerf, coll. « Format Kindle », 2020, 427 p. (ASIN B084J9S14W).

### Lettres à l'Ordre
- Donner sa vie pour la mission (1994)
- Jurassic Park et la dernière Cène (1994)
- La source vive de l'espérance. L'étude et l'annonce de la Bonne Nouvelle (1996)
- L'identité des religieux aujourd'hui (1996)
- Va et Prêche : Lettre aux jeunes dominicains (1996)
- Liberté et responsabilité, vers une spiritualité du gouvernement dans l'Église (1997)
- L'ours et la moniale. Le sens de la vie religieuse aujourd'hui (1998)
- Prier le Rosaire (1998)
- La promesse de vie (1998)
- Lettre à nos frères et sœurs en formation initiale (1999)
- Glorifier, bénir, prêcher (Assemblée de Manille) (2000)
- Sainte catherine de Sienne, patronne de l'Europe (2000)
- Une vie contemplative (2001)
- La mission dans un monde en fuite : les futurs citoyens du Royaume de Dieu (2002)